# Bezirk Daugavpils
Der Bezirk Daugavpils (Daugavas novads) war ein Bezirk im Südosten Lettlands, der von 2009 bis 2021 existierte. Bei der Verwaltungsreform 2021 wurde der Bezirk aufgelöst, seine Gemeinden gehören seitdem zum Bezirk Augšdaugava.
Die Stadt Daugavpils (deutsch: Dünaburg) ist eine selbstständige „Republik-Stadt“ und gehörte nicht zum Bezirk. Trotzdem befand sich das Verwaltungsgebäude im Stadtgebiet.

## Geographie

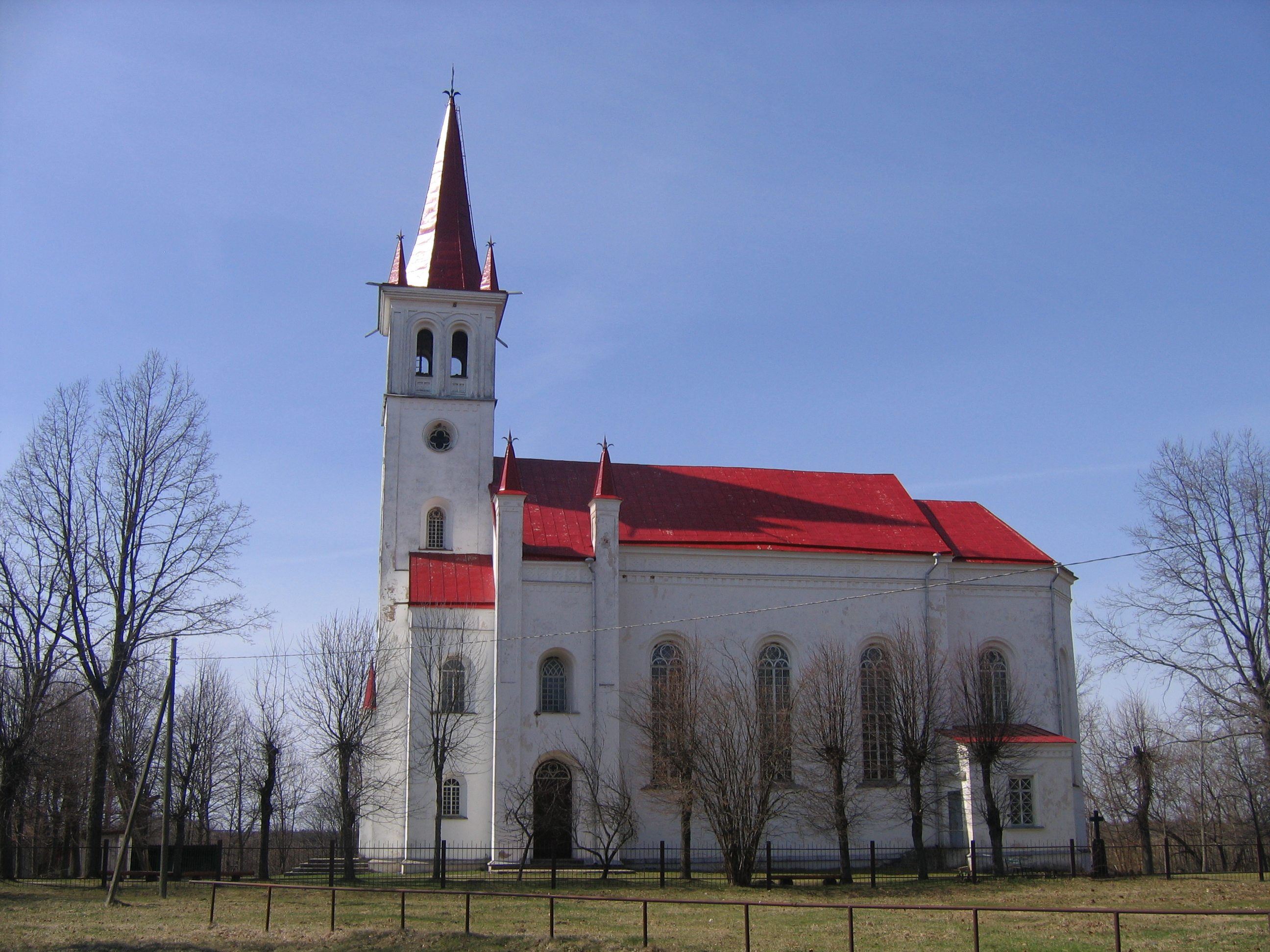
Nicgale: Römisch-katholische Geburtskirche Unserer Lieben Frau, 1863 errichtet

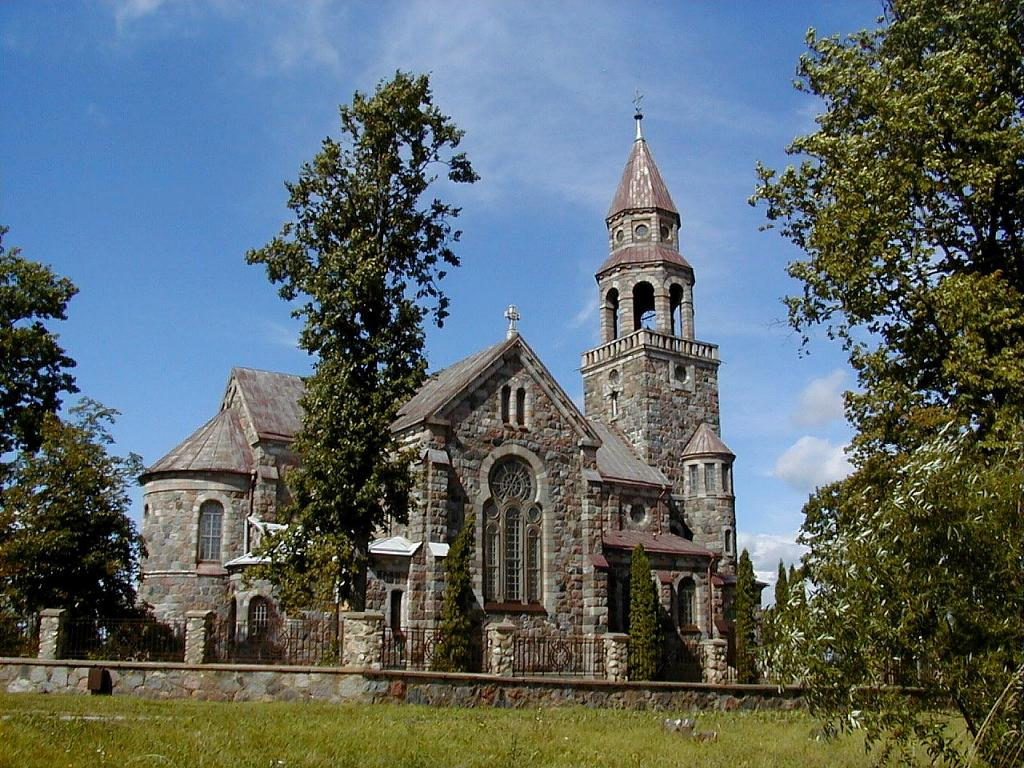
Višķi: Katholische Kirche St. Johannes der Täufer, erbaut von 1908 bis 1925 von Karl Eduard Strandmann

Der Bezirk Daugavpils war mit 1877 km² der flächenmäßig viertgrößte Lettlands. Er war dünn besiedelt, ländlich geprägt und reich an Seen. Er wurde von der Düna durchflossen. Der Strom und die Uferlandschaften von acht Flussschleifen zwischen Kraslava und Naujene bilden seit 1990 den 120 km² großen Naturpark Daugavas loki (deutsch: Düna-Bögen). Die Südgrenze des Bezirks war zugleich die Staatsgrenze mit Litauen und Belarus.

## Geschichte
2009 schlossen sich 19 Gemeinden des ehemaligen Landkreises Daugavpils (lettisch: Daugavpils apriņķis, seit 1949 Daugavpils rajons) zusammen, um den gleichnamigen Bezirk zu bilden.
Historisch war die Gegend Teil des Meistertums Livland (Komturei Dünaburg, 1367–1559), der Woiwodschaft Livland (trakt dyneburski, 1629–1772) und des Gouvernements Witebsk (Динабургский уезд, 1802–1917).
2021 ging der Bezirk im Bezirk Augšdaugava auf.

## Bevölkerung
Der Bezirk Daugavpils hatte 25.499 Einwohner (Stand: 1. Januar 2015). Nur drei der etwa 650 Orte im Bezirk zählten im Jahre 2015 mehr als 1000 Einwohner, nämlich Kauja, Lociki und Vecstropi, alle im Umland von Daugavpils gelegen.